# Stizocera juati
Stizocera juati är en skalbaggsart som beskrevs av Martins och Dilma Solange Napp 1983. Stizocera juati ingår i släktet Stizocera och familjen långhorningar. Inga underarter finns listade i Catalogue of Life.